# Lina Ron
Lina Ninette Ron Pereira (Anaco, 23 de septiembre de 1959-Caracas, 5 de marzo de 2011) fue una dirigente política venezolana y definiéndose como la “parte más radical de la revolución”, fundó el partido Unidad Popular Venezolana (UPV), una organización que se posicionó a la extrema izquierda y tuvo confrontaciones con diversos sectores de la sociedad en su objetivo de apoyar las políticas del presidente Hugo Chávez. A pesar de ser una de 15 hijos y no concluir la universidad por razones económicas, Ron utilizó su influencia para organizar protestas, algunas de las cuales resultaron en altercados y enfrentamientos con las autoridades.

## Biografía
Lina Ron fue la cuarta hija del matrimonio del dirigente político Manuel Ron Chira y de la docente Herminia Pereira. Al ser apresado su padre, a causa de un homicidio, fue criada por su madre al igual que sus otros seis hermanos y ocho primos. A los 27 años de edad, se trasladó a Caracas, y trabajó en un centro comercial. Se convirtió en dirigente estudiantil de izquierda, destacando su papel como dirigente en el Comité de Luchas Populares (CLP), donde realizó protestas populares en favor de los estudiantes, los vendedores informales, y los llamados «invasores». Estudió medicina en la Universidad Central de Venezuela hasta el octavo semestre cuando abandonó la carrera
En febrero de 1999, cuando Hugo Chávez entró a la presidencia Ron le apoyó siendo su seguidora, aunque ese mismo año fue expulsada de Movimiento V República.
Participó en numerosas marchas pro-Chávez. Aunque su causa en la izquierda venezolana llevaba años de lucha en los Comités de Luchas Populares.[cita requerida]
El 13 de septiembre de 2001, 2 días después de los ataques a las torres gemelas en New York, círculos bolivarianos liderados por Lina Ron queman la bandera de Estados Unidos en Caracas. Se dio a conocer especialmente por un acto frente a la embajada de Estados Unidos en Caracas a raíz de los hechos del 11 de abril de 2002.[cita requerida]

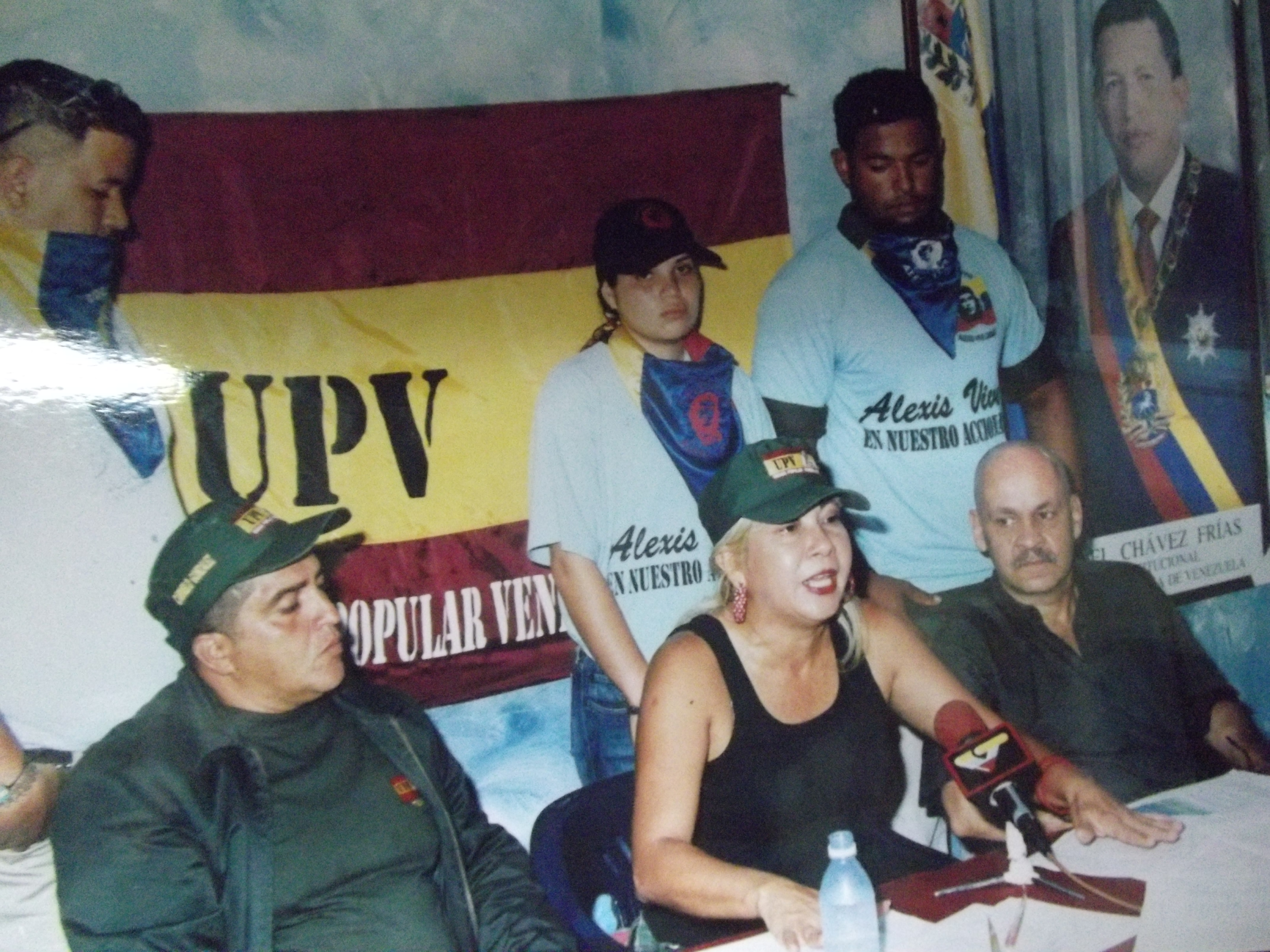
Lina Ron y la Unidad Popular Venezolana.

Ron dirigió el Centro Cultural Cristóbal Altuve, que lleva el nombre de quien fuera su segundo esposo, ubicado en la antigua Plaza Andrés Eloy Blanco de Caracas. Participó y condujo programas de televisión alternativos (de opinión, participativos y programas juveniles) y siguió realizando un activismo político a favor del Presidente Hugo Chávez y la Revolución Bolivariana.[cita requerida]
Luego de una corta ausencia de la vida pública, Lina Ron volvió a asumir protagonismo noticioso en 2008 cuando realizó una violenta toma de la sede del Palacio Arzobispal de Caracas; con ayuda de sus seguidores, Ron desalojó a todos los trabajadores del lugar de manera violenta e intimidatoria, e hizo público un comunicado en el cual llamó a la reflexión y exhortó a los jerarcas de la Iglesia católica a que depusieran su actitud ante el proceso que se vivía en el país.[cita requerida]
El 4 de agosto de 2009, docenas de motorizados con boinas rojas rodearon la entrada de las oficinas de Globovisión y sometieron a los guardias de seguridad, ingresaron a la fuerza a la planta baja del edificio y lanzaron dos bombas lacrimógenas. El mismo día Lina Ron se entregó a la sede de la Dirección de Inteligencia Militar, en Caracas luego de que un tribunal local ordenara su captura por participar en el ataque contra la sede del canal de televisión Globovisión. Hugo Chávez condenó sus acciones, afirmando que el ataque fue un acto ‘‘contrarrevolucionario, anárquico, que atenta contra la paz del país''. Fue puesta en libertad dos meses después, el 14 de octubre.

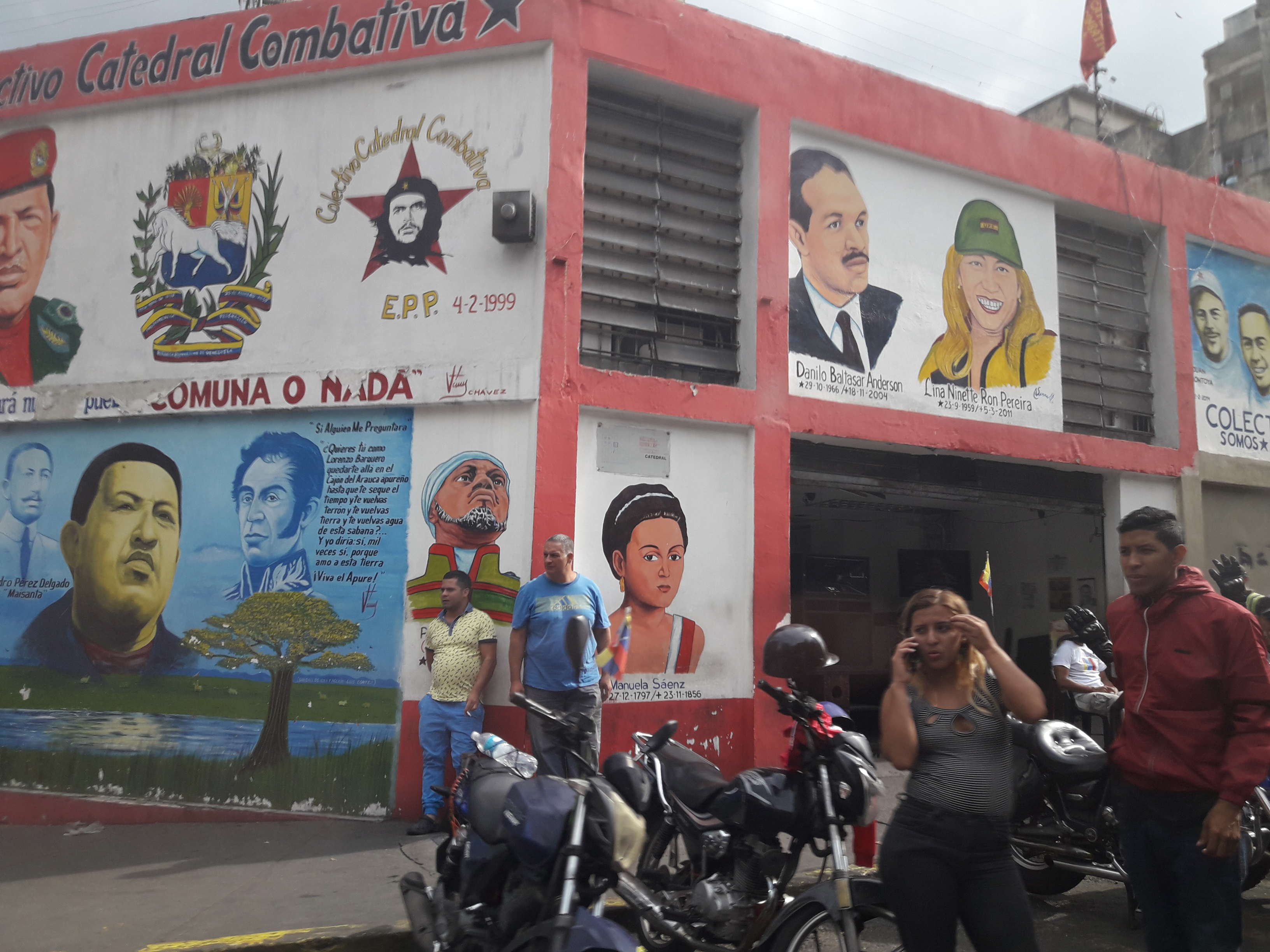
Sede del Colectivo Catedral Combativa en Caracas con un mural de Lina Ron.

El presidente Hugo Chávez, llegó a calificarla de «indomable» por su conducta violenta y exagerada, y le llamó la atención de forma pública en diferentes oportunidades. En una de sus últimas referencias a ella, el presidente Chávez dijo de ella que era «una buena mujer, pero (...) tiende a la anarquía».[cita requerida] En el año 2009, fue publicado el libro "La incontrolable" en la que relató sus vivencias al periodista Douglas Bolívar.[cita requerida] Falleció la mañana del 5 de marzo de 2011.  Los forenses informaron que la causa fue un infarto del miocardio, producto de una enfermedad coronaria que venía padeciendo desde hacía largo tiempo. Ron llegó sin signos vitales a la Clínica La Arboleda de la ciudad de Caracas.
A pesar de los tributos ofrecidos por Chávez y el PSUV tras su fallecimiento, su legado sigue siendo objeto de debate, con muchos viéndola como una figura que, a menudo, actuó más allá de los límites aceptables en un contexto democrático. La opinión pública sigue dividida respecto a si su contribución fue positiva o negativa para la Revolución Bolivariana y Venezuela.

## Controversias
Tras la muerte de Lina Ron, a través de un programa de la periodista Patricia Poleo en 2017, se aseveró que era hermana de la exfiscal oficialista Luisa Ortega Díaz, hijas de un mismo padre.